# Trimurti
Trimurti (sanskrt: त्रिमूर्ति, trimūrti; "tri lika") koncept je u hinduizmu koji principe stvaranja, ujedinjenja i uništenja predstavlja likovima Brahme, Višnua i Šive.
Trimurti je trojstvo vrhovnog božanstva u hinduizmu u kojem su kozmičke funkcije stvaranja, očuvanja i uništenja personificirane kao trijada božanstva. Smatra se da simbol Om u hinduizmu podsjeća na Trimurti gdje se smatra da fonemi A, U i M označavaju stvaranje, očuvanje i uništenje, dodavajući da predstavljaju Brahmu.